# Saenchai
Suphachai Saenpong (nascido em 30 de julho de 1980) era anteriormente conhecido por Saenchai Sor. Kingstar (Tailandês: แสนชัย ส.คิงสตาร์) é um lutador de Muay Thai nativo do nordeste da Tailândia na província de Maha Sarakham. Saenchai começou a sua carreira de Muay Thai com 8 anos de idade e não tardou que um apelido fosse para ele criado ganhando vários títulos em campeonatos do nordeste da Tailândia. Saenchai foi promovido pela antiga estrela de Muay Thai Somrak Khamsing. Foi treinar para Banguecoque sob promoções do Sukonesongchai Loi Krathong Superfights onde encontrou a oportunidade de defrontar alguns dos melhores lutadores de Muay Thai da região. O atleta brilhou sob a orientação do seu mestre Somrak.
Saenchai venceu o título de "Campeão de Muay Thai Lumpinee" em três categorias de peso distintas: 52 kg, 53 kg e 59 kg; assim como um título mundial de WBC Muay Thai e WMC, considerado como um combate histórico visto que se encontrava numa categoria acima do seu peso. Foi, portanto, encarado como um dos melhores lutadores Tailandeses do mundo de Muay Thai. Seanchai luta frequentemente com adversários com um peso superior ao dele divergindo até 5 lbs a mais, conseguido assim adversários tailandeses que se encontrem capazes de o confrontar. Contra os estrangeiros, Saenchai denfronta adversários com cerca de 147 libras, ou seja mais 15 lbs do que o seu peso normal. Ele é conhecido pelo um admirável à-vontade com que se movimenta no ringue para além da excelente velocidade que consegue desferir os seus golpes. Suphachai Saenpong treinou no Sinbi Muay Thai, apresenta mais de 220 vitórias, 52 derrotas e 2 empates.
Saenchai competiu no Lumpinee Boxing Stadium, em Banguecoque. Aqui ele fez vários combates ao mais alto nível do mundo tornando se por três vezes campeão em diferentes categorias. Em 1999 foi-lhe presenteado o prémio "Fighter of the year" (lutador do ano). Distingue-se por utilizar frequentemente o "Cartwheel kick". Sor. Kingstar criou o seu próprio campo de treino de Muay Thai em Bangkok: Dr. Saenchai Muay Thai Gym.
Aos 35 anos de idade Saenchai ainda compete a alto nível. Atualmente luta sob a bandeira do Sukpetchyindee.

## Títulos
- Muay Thai
  - WBC Diamond World Champion
  - Campeão do WMC World Lightweight (135 lbs / 61 kg)
  - Campeão do Lumpinee Stadium Lightweight (135 lbs / 61 kg)
  - Campeão do torneio 2010 Toyota Cup
  - Campeão do MTAA World Lightweight
  - Lumpinee Stadium Super featherweight (130 lbs / 59 kg)
  - Campeão no Lumpinee Stadium Bantamweight (118 lbs / 53 kg)
  - Campeão no Lumpinee Stadium Super flyweight (115 lbs / 52 kg)
  - 1999 Sports Writers of Thailand Fighter of the Year (Lutador do ano)
  - 2008 Sports Writers of Thailand Fighter of the Year (Lutador do ano)
- Boxe
  - Campeão interino PABA Featherweight (Defensor: 1)